# Sam Lundholm
Sam Lundholm (født 1. juli 1994 i Stockholm, Sverige) er en svensk fodboldspiller, der spiller for Sirius. Tidligere har han spillet for AIK Stockholm, NEC Nijmegen og Randers FC.

## Karriere
Han skiftede til AIK i 2012. I februar 2013 blev han flyttet op i klubbens førsteholdstrup.
Lundholm scorede sit første Fotbollsallsvenskan-mål den 31. august 2014 i en 4-2-sejr over IFK Norrköping.
I august 2015 skiftede Lundholm til den hollandske klub NEC Nijmegen, hvor han skrev under på en treårig kontrakt. Efter blot at have spillet 65 minutter i Æresdivisionenen i sæsonen blev det den 25. januar 2017 offentliggjort, at Sam Lundholm skiftede til Randers FC på en lejeaftale gældende for resten af 2016-17-sæsonen.